# Го Жоши, Иосиф
Иосиф Го Жоши (11 февраля 1906 год, Китай — 18 декабря 1995 год, Тайбэй, Китайская Республика) — католический прелат, первый архиепископ Тайбэя с 7 августа 1952 года по 4 декабря 1959 год.

## Биография
28 декабря 1931 года был рукоположён в священники. 13 июня 1950 года назначен апостольским префектом Тайбэя.
7 августа 1952 года Римский папа Пий XII назначил его архиепископом Тайбэя. 26 октября 1952 года состоялось рукоположение Иосифа Го Жоши в епископы, которое совершил кардинал Антонио Рибери в сослужении с епископом Чжумадяня Иосифом Марией Юэнь Кайчжи и епископом Чжэндина Иовом Чжэнь Цзимином.
4 декабря 1959 года подал в отставку и был назначен титулярным епископом Саламиса.
Участвовал в работе I, II, III и IV сессий II Ватиканского собора.
Скончался 18 декабря 1995 года.